# Vereinigung der kämpfenden Geistlichkeit
Die Vereinigung der kämpfenden Geistlichkeit (persisch جامعه روحانیت مبارز Dschame'e-ye Rowhaniyat-e Mobarez) ist eine 1977 gegründete klerikal-konservative politische Partei im Iran und war dort Mehrheitspartei im dritten, vierten und fünften Parlament nach der Islamischen Revolution. 
Weitere gebräuchliche Übersetzungen sind auch Kämpfende Vereinigung der Geistlichkeit, Kämpfende Vereinigung des Klerus oder Vereinigung des kämpfenden Klerus. Sie ist nicht zu verwechseln mit der Verband der kämpfenden Geistlichkeit, einer zur politischen Linken zählenden reformorientierten Partei.

## Geschichte
Die Partei wurde mit weit früher zurückreichenden Wurzeln von einer Gruppe islamischer Geistlicher 1977 im Geheimen gegründet, um den Sturz des iranischen Schahs Mohammad Reza Pahlavi vorzubereiten. Sie ist die älteste klerikal ausgerichtete Partei im heutigen Iran. Die Gründungsmitglieder waren Ali Chamene’i, der heutigen "oberste Führer" der Islamischen Republik Iran, Morteza Motahhari, Mohammad Beheschti, Mohammad-Dschawad Bahonar, Ali-Akbar Rafsandschani und Mofatteh. 
Als Präsident Ali Akbar Rafsandschani, selbst Gründungsmitglied der Partei, in seiner zweiten Amtszeit einen weniger revolutionären, pragmatischen Kurs mit einer betont liberalen marktwirtschaftlichen Politik einschlug, geriet er zunehmend in Konflikt mit den konservativen Kräften in seiner Partei. Daher entstand aus dem Lager der Befürworter von Rafsandschanis Politik eine neue Partei, die Kargozaran (Diener des Wiederaufbaus), die als pragmatische moderne Rechte einen Kurs der Öffnung vertritt, während die Vereinigung der kämpfenden Geistlichkeit eine solche weiter ablehnt.
Mitgründer Mohammad Reza Mahdavi Kani war Generalsekretär der Partei. Anders als die anderen Parteien und Gruppierungen im Iran gibt die Vereinigung der kämpfenden Geistlichkeit keine eigene Zeitung oder Zeitschrift heraus.